# God of Angels Trust
God of Angels Trust ist das neunte Studioalbum der dänischen Metal-Band Volbeat. Es erschien am 6. Juni 2025 über Vertigo Records.

## Entstehung

### Songwriting
Im Sommer 2024 begann der Sänger Michael Poulsen mit dem Songwriting für das neue Studioalbum. Dabei verfolgte er einen anderen Ansatz als in der Vergangenheit. Früher habe er viel Zeit gebraucht und war „wie besessen“ von einigen Elementen der Lieder, bevor er sie fertig stellte. Dieses Mal wollte er ein Volbeat-Album schreiben, ohne groß darüber nachzudenken.

„Anstatt irgendwelchen Strukturen zu folgen habe ich mir gesagt: „Okay, es gibt keine Regeln. Ich kann machen, was ich will. Ich kann mit einen Refrain starten oder Lieder machen, die einfach nur aus Strophen bestehen. Alles geht.“ Dies was befreiend für mich und machte das Songwriting spannend.“

Zusammen mit dem Schlagzeuger Jon Larsen und dem Bassisten Kaspar Boye Larsen erarbeitete Poulsen innerhalb von drei Wochen ungefähr die Hälfte des Albums. Bei jeder Probe entstand ein neues Lied. Im weiteren Verlauf der Arbeiten schrieben die Musiker pro Woche zwei weitere Lieder, die eher klassische Volbeat-Songs mit traditionellen Elementen entsprechen. Laut Poulsen lief alles extrem flott und es wäre sehr erfrischend gewesen, alles direkt umzusetzen anstatt etliche Takes einzuspielen.

„Wir sind tatsächlich wieder etwas naiver und lockerer an die Sache herangegangen. Damals ging es mehr ums Riffing, dann wurde der Gesang draufgelegt, weil wir es eben nicht besser wussten, und fertig. Nichts zu erzwingen war eine Wohltat.“

Im Vergleich zu früheren Alben singt Michael Poulsen weniger auf dem neuen Album. Dies hängt mit einer Stimmbandoperation zusammen, die er sich im Herbst 2023 unterziehen musste. Durch die Operation müsse er sich mehr Gedanken über den Gesang machen, da er einige Techniker nicht mehr verwenden dürfte. Dadurch wurde laut Poulsen mehr Platz für Gitarre, Bass und Feinheiten des Schlagzeugs geschaffen.

### Aufnahmen
Die Aufnahmen fanden im Herbst 2024 in den Hansen Studios in der dänischen Stadt Ribe statt, wo Volbeat ein weiteres Mal mit ihrem Stammproduzenten Jacob Hansen zusammenarbeiten. Die Lieder wurden von der kompletten Band live eingespielt, wobei versucht wurde, so wenige Takes wie möglich zu spielen. Die Leadgitarre wurde vom Flemming C. Lund (The Arcane Order, ehemals Autumn Leaves bzw. Invocator) eingespielt, der seit 2023 als Live-Gitarrist für die Band aktiv ist. Die Aufnahmen waren innerhalb von 13 Tagen abgeschlossen. Auf God of Angels Trust sind, abgesehen von der Backgroundsängerin Mia Maja, keine Gastsänger zu hören. Laut Michael Poulsen habe sich die Band bereits beim Songwriting und den Aufnahmen auf ihre Anfangstage bezogen und auf den ersten Studioalben von Volbeat gab es nur wenige Lieder mit Gastsängern.

### Veröffentlichung
Am 6. März 2025 wurde das Album angekündigt und mit By a Monster’s Hand die erste Single veröffentlicht. Bei dem dazugehörigen Musikvideo führte Adam Rothlein Regie. Darüber hinaus kündigte die Band ihre Tourdaten für 2025 an, bei der Volbeat von den Bands Three Days Grace, Wage War, Halestorm, The Ghost Inside, Bush and Gel begleitet wird. Am 4. April 2025 folgte die zweite Single In the Barn of the Goat Giving Birth to Satan’s Spawn in a Dying World of Doom, bei dessen Musikvideo Shan Dan Regie führte. Die dritte Single Time Will Heal wurde am 16. Mai 2025 veröffentlicht. Regie beim Musikvideo führte Julia Patey.
In einem Interview mit dem deutschen Magazin Rock Hard erklärte Michael Poulsen, dass die Band sich die Singles gar nicht selber ausgesucht habe, sondern die Entscheidung ihrem Management überlies.

## Hintergrund
Zentrales Thema des Albums ist die Kritik an bigotter Religionshörigkeit in weiten Teilen der Gesellschaft. Laut Michael Poulsen wäre es „sehr traurig mit ansehen zu müssen, wie alle diese Regeln, Regulationen und Restriktionen, die der institutionalisierte Glaube den Menschen auferlegt, immer wieder von jenen gebrochen werden, die sie ersinnen“. In vielen Texten geht es um die Frage, wem man in der Welt, in der wir leben, noch trauen können. Der Albumtitel ist ein Apronym für GOAT, dem englische Wort für Ziege.

„Die Ziege sollte die Menschheit dafür verklagen, wie oft sie schon als Symbol für den Teufel von ihr missbraucht wurde. Es stellt sich also die Frage, ob der Mensch nicht in Wahrheit der Teufel ist, der sich nur gerne als etwas anderes verkleidet und ausgibt.“

Das Lied In the Barn of the Goat Giving Birth to Satan’s Spawn in a Dying World of Doom bezeichnete Sänger Michael Poulsen als „albernen Horrorfilm“. In dem Lied geht es um die Ausgestoßenen und die gefallenen Engel Gottes. Poulsen wurde in dem Lied aufgetragen, diese in einem großen Wagon zu sammeln und in eine Scheune zu bringen. Dort findet ein Ritual statt, bei dem die gefallenen Engel für Satans Brut geopfert werden, um Soldaten für ein neues dunkles Königreich zu erschaffen. Das Lied hat laut Poulsen mit voller Absicht keinen Refrain.
Time Will Heal handelt davon, wie Michael Poulsen versucht, mit dem Tod seines Vaters zurecht zu kommen. Es wäre wichtig zu realisieren, dass nichts für immer gut sein kann und das man nicht die dunkle Seite des Lebens die Oberhand gewinnen soll. By a Monster’s Hand und Enlighten the Disorder (By a Monster’s Hand Part 2) handeln von einem Serienmörder.

## Rezensionen
Ronny Bittner vom deutschen Magazin Rock Hard hob in seiner Rezension die „erfrischend unkonventionell arrangierten“ Lieder wie In the Barn of the Goat… oder By a Monster’s End (sic!) hervor. Zwar wäre es „erfreulich“, dass die Band wieder zu ihren Wurzeln zurückgefunden hat. Allerdings könne das neue Album „nicht mit der Hitdichte der ersten Volbeat-Longplayer mithalten“ kann. Bittner vergab acht von zehn Punkten. Steve Beebee vom britischen Magazin Kerrang bezeichnete God of Angels Trust als etwas, was nicht das beste Volbeat-Album wäre, aber ein Kandidat für das interessanteste ist. Beebee vergab drei von fünf Punkten. Tobias Tissen vom deutschen Magazin Visions hingegen schrieb, dass Volbeat „endgültig zur Selbstkopie verkommen“ wären. „Kein Song wäre mitreißend, kein Refrain prägnant, kein Moment erinnerungswürdig“. Da auch „die sonst so stadiontauglichen Hooks nicht zünden“, vergab Tissen drei von zwölf Punkten. Tom Lubowski vom Rock It! hob in seiner Rezension den generell düsteren Tenor von Gods Of Angels Trust sowie die thematische Auseinandersetzung Volbeats mit persönlichen Rückschlägen hervor, welche eine „spürbar stärkere Wucht“ entfalten würden. Das Album zeige damit  „an den richtigen Stellen Entschlossenheit und präsentiert sich gleichermaßen überraschend wie vertraut.“ Lubowski vergab 9 von 10 Punkten.

## Chartplatzierungen
God of Angels Trust stieg auf Platz eins der deutschen, österreichischen und Schweizer Albumcharts ein. In den ersten beiden Ländern war es das fünfte Nummer-eins-Album in Folge, während Volbeat zum vierten Mal die Charts der Schweiz anführten. Zusätzlich erreichte das Album Platz eins der deutschen Rock- und Metalcharts. Darüber hinaus erreichte das Album Platz eins in Belgien-Flandern und den Niederlanden
| ChartsChartplatzierungen            | Höchstplatzierung | Wochen |
| ----------------------------------- | ----------------- | ------ |
| Deutschland (GfK)                   | 1 (… Wo.)         | …      |
| Österreich (Ö3)                     | 1 (… Wo.)         | …      |
| Schweiz (IFPI)                      | 1 (… Wo.)         | …      |
| Vereinigte Staaten (Billboard)      | 78 (1 Wo.)        | 1      |
| Vereinigte Staaten (Billboard Rock) | 18 (… Wo.)        | …      |
| Vereinigtes Königreich (OCC)        | 24 (… Wo.)        | …      |